# 관자
《관자(管子)》는 춘추시대(春秋時代) 제(齊)의 재상이던 관중(管仲)의 저작으로 믿어졌으나 현재로는 전국시대 제(齊)에 모인 사상가들의 언행을 전국시대부터 전한(前漢) 때까지 현재의 형태로 편찬한 것이라고 생각된다.
관중(管仲)의 이름은 이오(夷吾)이며, 제(齊)의 공자(公子) 규(糾)에게 벼슬하여 후에 환공(桓公)과 적대관계였으나 환공의 신하 포숙(鮑叔)의 추천에 의하여 환공의 신하로서 재상이 된 후 제를 춘추시대의 5대 강국 중 제일 가는 강국으로 만든 공적을 세웠다. 관중은 제에 있어서는 전설적인 인물이며, 또 제의 직하(稷下)는 전국 시대의 학술의 중심지였기 때문에 거기에 모인 학자들이 관중에 가탁해 《관자》를 만든 것인 듯하다.
이 《관자》는 원래 86편이었으나 10편은 분실되고 76편이 현존한다. 전체가 〈경언(經言)〉, 〈외언(外言)〉, 〈내언(內言)〉, 〈단어(短語)〉, 〈구언(區言)〉, 〈잡편(雜篇)〉, 〈관자해(管子解)〉, 〈경중(輕重)〉의 8부로 나뉘어 있는데, 〈관자해〉는 〈경언〉의 해석이겠지만 다른 것은 무엇을 기준으로 분류한 것인지 알 수 없다. 〈경언〉이 다른 부분보다 오래 된 것임은 인정되기 때문에 《국어(國語)》, 《좌전》 등의 관중에 관한 기록과 서로 보충하여 합하면 관중을 알기 위한 사료(史料)로 삼을 수 있다.
그 내용은 정치·법률·제도·경제·군사·교육·철학 등 다방면에 걸쳤고, 특히 시대의 변화로 인한 예(禮) 사상의 무력화에 대하여 그것을 무위자연(無爲自然)의 사상으로 구제하려는 도가와 권력에 힘입는 현실적인 법을 도입하려는 법가의 사상과의 관련이 이 관자(管子)에 보이고 있다. 그러나 그 외에 유가(儒家)·묵가(墨家)·병가(兵家)·농가(農家)·음양가(陰陽家) 등 여러 종류의 학설이 혼입되어 있어 이 점으로 보아도 이 책이 한 학파의 저술이 아닌 것을 알 수 있다.

## 서지 사항
- 김필수·고대혁·장승구·신창호 함께 옮김, 《관자》, 소나무, 2006년 12월 15일(초판)/2015년 2월 28일(개정판)

## 같이 보기
- 신도 (사상가)
- 추연

## 참고 문헌
- 이 문서에는 다음커뮤니케이션(현 카카오)에서 GFDL 또는 CC-SA 라이선스로 배포한 글로벌 세계대백과사전의 내용을 기초로 작성된 글이 포함되어 있습니다.